# Volksinitiative (Schweiz)
Die Volksinitiative (französisch initiative populaire, italienisch iniziativa popolare, rätoromanisch iniziativa dal pievel) ist ein politisches Recht in der Schweiz, das von Stimmberechtigten auf Bundes-, Kantons- und Gemeindeebene ausgeübt werden kann. Die direkte Demokratie der Schweiz kennt zwei grundsätzlich unterschiedliche Instrumente der direkten politischen Einflussnahme. Mit dem Instrument der Volksinitiative entscheiden Volk und Stände über die Aufnahme einer neuen Bestimmung in die Bundesverfassung, während mit dem Referendum einem parlamentarischen Erlass die Zustimmung versagt werden kann.
| Eidgenössische Volksinitiativen seit 1891 Stand: 5. November 2024 | Eidgenössische Volksinitiativen seit 1891 Stand: 5. November 2024 |
| Zustandegekommene Volksinitiativen (365)                          | Zustandegekommene Volksinitiativen (365)                          |
| ----------------------------------------------------------------- | ----------------------------------------------------------------- |
| abgestimmt                                                        | 234                                                               |
| zurückgezogen                                                     | 108                                                               |
| abgeschrieben (erledigt)                                          | 2                                                                 |
| ungültig erklärt                                                  | 4                                                                 |
| Abgestimmte Volksinitiativen (233)                                |                                                                   |
| von Volk und Ständen (Kantonen) angenommen                        | 26 (11,2 %)                                                       |

## Eidgenössische Volksinitiative

### Überblick
Mit einer eidgenössischen Volksinitiative verlangen Schweizer Stimmberechtigte eine Revision der Bundesverfassung der Schweizerischen Eidgenossenschaft. Zu unterscheiden sind:
- die Volksinitiative auf Totalrevision der Bundesverfassung;
- die Volksinitiative auf Teilrevision der Bundesverfassung in der Form der allgemeinen Anregung;
- die Volksinitiative auf Teilrevision der Bundesverfassung in der Form des ausgearbeiteten Entwurfs.

Beim grössten Teil der Volksinitiativen handelt es sich um Initiativen auf Teilrevision der Bundesverfassung in der Form des ausgearbeiteten Entwurfs.
Volksinitiativen gehen von Bürgern, Interessenverbänden und Parteien aus, nicht von der Regierung oder vom Parlament.
Seit 1891 kamen 346 Volksinitiativen zustande, 227 gelangten zur Volksabstimmung (Stand 15. Februar 2022). Dass das Schweizer Stimmvolk eine Volksinitiative annimmt, kommt selten vor: seit 1891 erst 25 Mal. In der direkten Demokratie der Schweiz sind Volksinitiativen jedoch ein wesentlicher Anstoss für Veränderungen. Schon die Androhung einer Initiative kann genügen, damit der Gesetzgeber tätig wird.

### Verfahren bei der Volksinitiative in der Form des ausgearbeiteten Entwurfs

#### Vorprüfung
Vor Beginn der Unterschriftensammlung für eine eidgenössische Volksinitiative auf Teilrevision der Bundesverfassung ist der Bundeskanzlei zunächst der Initiativtext zur formellen Vorprüfung vorzulegen (Art. 69 BPR). Sie ist auch für die Übersetzung des Textes beziehungsweise den Abgleich der Sprachversionen zuständig. Im Weiteren überprüft die Bundeskanzlei, ob der Titel die gesetzlichen Anforderungen erfüllt (nicht irreführend, werbend oder verwechselbar), die Zusammensetzung des Initiativkomitees (welches aus 7–27 Stimmberechtigten bestehen muss) wie auch die Unterschriftenliste auf Vollständigkeit (unter anderem Titel und Wortlaut der Initiative, Hinweis auf strafrechtliche Bestimmungen, vorbehaltlose Rückzugsklausel; Art. 68 BPR) und veröffentlicht die Initiative im Bundesblatt.

#### Unterschriftensammlung
Mit der Publikation im Bundesblatt beginnt die Sammelfrist von 18 Monaten zu laufen, in welcher 100'000 gültige Unterschriften gesammelt werden müssen (Art. 139 BV). Während früher für diese Zwecke oft vor Abstimmungslokalen gesammelt wurde, ist diese Methode mit der Einführung der brieflichen Abstimmung in den Hintergrund getreten. Viele Komitees veranstalten heute deshalb regelmässige Sammelaktionen auf belebten Strassen und Plätzen oder verteilen die Unterschriftenliste per Postversand. Auch Onlineplattformen unterstützen die Sammlung (die vorfrankierten PDF-Bögen müssen z. Z. noch ausgedruckt, unterschrieben und der Post übergeben werden).

#### Stimmrechtsbescheinigung
Die Unterschriftenlisten sind innerhalb der Sammelfrist den entsprechenden Wohngemeinden zuzustellen, welche das Stimmrecht der Unterzeichnenden überprüfen und gegebenenfalls bescheinigen. Da beispielsweise Unterschriften von zwischenzeitlich Weggezogenen oder Verstorbenen nicht bescheinigt werden, werden die Stimmrechtsbescheinigungen zumeist fortlaufend eingeholt.

#### Einreichung und Zustandekommen
Die Unterschriftslisten müssen abschliessend rechtzeitig, gesamthaft und getrennt nach Kantonen bei der Bundeskanzlei im Bundeshaus eingereicht werden. Diese stellt sodann durch im Bundesblatt publizierte Verfügung fest, ob die erforderliche Zahl von 100'000 gültigen Unterschriften erreicht und die Volksinitiative somit formell zustande gekommen ist (Art. 72 BPR). Meistens veranstalten die Initianten vor dem Bundeshaus in Bern eine Übergabe der Unterschriftenbögen.

#### Bundesrätliche Beratung
Eine formell zustande gekommene Volksinitiative wird innerhalb eines Jahres vom Bundesrat beraten. Schlägt er zur Initiative einen Gegenentwurf vor, so kann er die Behandlungsfrist auf eineinhalb Jahre verlängern (Art. 97 ParlG). Die Beratungen der Exekutive münden in der bundesrätlichen Botschaft zur entsprechenden Volksinitiative. Diese befasst sich zunächst stets mit der Gültigkeit der Initiative, also den Erfordernissen der Einheit der Form, der Einheit der Materie sowie der Vereinbarkeit mit den zwingenden Bestimmungen des Völkerrechts. Als ungeschriebene Voraussetzung wird auch die faktische Durchführbarkeit der Initiative beurteilt. Weiter werden die Auswirkungen, hauptsächlich rechtlicher Natur, bei Annahme der Initiative beleuchtet; zuweilen werden internationale Rechtsvergleiche herangezogen. Auch werden fachliche Stellungnahmen eingeholt. Die Botschaft wendet sich an die Bundesversammlung (bestehend aus den zwei Kammern Nationalrat und Ständerat) und empfiehlt die Zustimmung oder Ablehnung der Initiative.

#### Parlamentarische Beratungen
Die Volksinitiative muss innerhalb von zweieinhalb Jahren seit ihrer Einreichung durch die Bundesversammlung beraten werden (Art. 100 ParlG). Sobald einer der beiden Räte einen Gegenentwurf zur Volksinitiative angenommen hat, können die beiden Räte ihre Behandlungsfrist auf dreieinhalb Jahre verlängern (Art. 105 ParlG). Zuerst wird über die Gültigkeit der Initiative entschieden; seit 2003 ist es auch möglich, dass ein Teil der Initiative für ungültig erklärt wird (Art. 98 ParlG). Bisher wurden vier Initiativen für ungültig erklärt; in einem Fall wurde ein Teil einer Initiative als ungültig erklärt. Damit eine Volksinitiative gültig ist, darf sie die Einheit der Form, der Materie und zwingendes Völkerrecht nicht verletzen (Art. 139 BV). Wird die Initiative ganz oder teilweise gültig erklärt, so beschliesst die Bundesversammlung ihre Abstimmungsempfehlung für die Volksabstimmung:
- Zustimmung zur Initiative
  - ohne Gegenentwurf
  - mit direktem Gegenentwurf (Verfassungsentwurf, in der Stichfrage zu bevorzugen)
- Ablehnung zur Initiative
  - ohne Gegenentwurf
  - mit direktem Gegenentwurf (Verfassungsentwurf, in der Stichfrage zu bevorzugen)

In all diesen Fällen hat der Beschluss des Parlaments lediglich den Charakter einer Empfehlung zuhanden des Stimmvolkes. Die Entscheidungsgewalt liegt beim Volk (den Stimmberechtigten).
Der Text der Initiative darf durch das Parlament nicht abgeändert werden; vorbehalten bleiben redaktionelle Korrekturen (Art. 99 ParlG).

#### Volksabstimmung
Der Bundesrat unterbreitet die Volksinitiative innert zehn Monaten nach der Schlussabstimmung der beiden Räte, spätestens aber zehn Monate nach Ablauf der dem Parlament gesetzten Behandlungsfrist (falls dieses seine Behandlungsfrist nicht einhält), der Volksabstimmung (Art. 75a BPR). Damit eine Volksinitiative auf Teilrevision der Bundesverfassung angenommen ist, muss sie ein doppeltes Mehr erreichen: die Mehrheit aller gültigen Stimmen (so genanntes Volksmehr) und gleichzeitig eine Mehrheit der gültigen Stimmen in einer Mehrheit der Kantone (so genanntes Ständemehr).

### Volksinitiative auf Teilrevision der Bundesverfassung in der Form der allgemeinen Anregung
Eine Volksinitiative auf Teilrevision der Bundesverfassung in der Form der allgemeinen Anregung verlangt, dass die Bundesversammlung eine Verfassungsänderung im Sinne der Initiative ausarbeitet. Ist die Bundesversammlung einverstanden, so arbeitet sie die Vorlage aus und unterbreitet sie dem obligatorischen Referendum mit Volks- und Ständemehr. Lehnt sie die Initiative ab, so unterbreitet sie diese dem Volk zur Abstimmung. In dieser Volksabstimmung ist nur ein Volksmehr erforderlich. Es geht noch nicht unmittelbar um die Verfassungsänderung, sondern nur um einen vorläufigen Verfahrensentscheid. Stimmt das Volk zu, so arbeitet die Bundesversammlung die Vorlage aus und unterbreitet sie dem obligatorischen Referendum mit Volks- und Ständemehr (Art. 139 Abs. 4 BV, Art. 140 Abs. 2 Bst. b BV).
Für die Sammlung der Unterschriften und das Zustandekommen gelten dieselben Vorschriften wie bei der Volksinitiative auf Teilrevision der Bundesverfassung in der Form des ausgearbeiteten Entwurfs. Bezüglich der Behandlungsfristen gelten besondere Vorschriften. Der Bundesrat muss innert einem Jahr nach der Einreichung der Initiative der Bundesversammlung den Entwurf einer Stellungnahme (Annahme der Initiative oder negative Abstimmungsempfehlung) unterbreiten (Art. 97 Abs. 1 Bst. a ParlG); die Bundesversammlung muss innert zwei Jahren nach der Einreichung der Initiative darüber beschliessen (Art. 103 ParlG). Der Initiative kann kein Gegenentwurf gegenübergestellt werden. Nach einer Annahme der Initiative durch die Bundesversammlung oder, falls die Bundesversammlung die Initiative ablehnt, nach der Annahme der Initiative durch das Volk muss der Bundesrat innert einem Jahr der Bundesversammlung einen Entwurf für die verlangte Teilrevision der Bundesverfassung vorlegen (Art. 97 Abs. 1 Bst. b ParlG). Die Bundesversammlung muss im Falle der Annahme innert zwei Jahren die verlangte Teilrevision der Bundesverfassung beschliessen (Art. 104 Abs. 1 ParlG). In der Folge muss die Volksabstimmung innert zehn Monaten stattfinden (Art. 75a BPR).
Seit 1891 sind 11 Volksinitiativen auf Teilrevision der Bundesverfassung in der Form der allgemeinen Anregung eingereicht worden, zum letzten Mal im Jahre 1993 («Eidgenössische Volksinitiative ‹zur Abschaffung der direkten Bundessteuer›»). 4 Initiativen hat das Volk in der Vorabstimmung (soll das Parlament eine Verfassungsänderung ausarbeiten?) abgelehnt, 5 Initiativen wurden zurückgezogen. 2 Initiativen hat das Parlament angenommen und sich damit selbst den Auftrag erteilt, eine Verfassungsänderung auszuarbeiten. Beide Vorlagen des Parlaments wurden in der Volksabstimmung von Volk und Ständen abgelehnt. Das Beispiel der «Eidgenössischen Volksinitiative ‹Schaffung eines Zivildienstes›» (als «Münchensteiner Initiative» bekannt geworden) zeigt die Problematik dieser Form der Initiative auf. Das Parlament entfernte sich bei der Ausarbeitung der Verfassungsänderung derart weit von der Zielsetzung der Initiative, dass am Ende sogar das Initiativkomitee die Ablehnung beantragte. Die Umsetzung der Initiative wurde in der Volksabstimmung vom 4. Dezember 1977 abgelehnt. «Dies zeigt anschaulich, warum die allgemeine Anregung kaum benützt wird: Es fehlt ihr, trotz gleicher Zahl an erforderlichen Unterschriften, die Verbindlichkeit und die Unabänderbarkeit, welche die formulierte Volksinitiative auszeichnet.»

### Rückzug
Eine eidgenössische Volksinitiative kann vom Initiativkomitee mit absoluter Mehrheit zurückgezogen werden, bis der Bundesrat das Abstimmungsdatum festgelegt hat (Art. 73 BPR). Das geschieht vor allem, wenn der Initiative ein Gegenentwurf gegenübergestellt wird. Im Falle eines indirekten Gegenentwurfs auf Gesetzesstufe kann die Initiative auch bedingt zurückgezogen werden (Art. 73a BPR). Dieser Rückzug ist dann nur gültig, wenn der Gegenentwurf in einer Referendumsabstimmung nicht vom Volk abgelehnt wird. Der indirekte Gegenentwurf ist zumeist auf Gesetzesstufe, und Bundesgesetze unterstehen dem fakultativen Referendum. Wird der indirekte Gegenentwurf abgelehnt, so lebt die Volksinitiative wieder auf und gelangt zur Abstimmung. Eine Initiative in Form der allgemeinen Anregung kann nicht mehr zurückgezogen werden, nachdem ihr die Bundesversammlung zugestimmt hat (Art. 73 BPR).

### Volksinitiative auf Totalrevision der Bundesverfassung
Das Verfahren der Volksinitiative auf Totalrevision ist zweistufig. In einem ersten Schritt wird in einer Volksabstimmung über die Grundsatzfrage entschieden, ob überhaupt eine Totalrevision durchgeführt werden soll (Art. 138 BV). Die Abstimmungsfrage lautet in der Substanz «Soll eine Totalrevision der Bundesverfassung durchgeführt werden?» Stimmt das Volk diesem Begehren zu, wird die Bundesversammlung aufgelöst und es finden Neuwahlen statt (ausserordentliche Gesamterneuerung; Art. 193 Abs. 3 BV). Das neu gewählte Parlament arbeitet dann in einem zweiten Schritt die Bundesverfassung aus. Dieser Entwurf wird dann Volk und Ständen zur Abstimmung unterbreitet. Besondere Regeln für die Behandlung der Initiative durch Bundesrat und Bundesversammlung bestehen nicht; die Bestimmungen über die Behandlung von Teilrevisionsinitiativen sind sinngemäss anzuwenden. Die Motivation der Initianten ist irrelevant. Daher darf die Totalrevision der Bundesverfassung mit dem Zweck angestrebt werden, die Neuwahl des Parlaments oder des Bundesrates zu erzwingen. Dabei handelt es sich um die einzige Möglichkeit, ein Misstrauensvotum gegen das Parlament bzw. den Bundesrat herbeizuführen.
Eine Volksinitiative auf Totalrevision kam im Zeitraum seit 1891 nur einmal zustande: die Vereinigungen «Nationale Front», «Schweizer Jungkonservative», «Landsgemeinschaft – Das Aufgebot» und «Neue Schweiz» reichten hierfür im Jahre 1934 über 78'000 gültige Unterschriften ein (bis 1977 waren 50'000 Unterschriften erforderlich). Diese Fronteninitiative blieb jedoch in der Volksabstimmung vom 8. September 1935 erfolglos.
Im Zeitraum von 1848 (Gründung des Bundesstaates) bis 1891 existierte noch keine Initiative für Teilrevision, sondern nur die Initiative für Totalrevision der Bundesverfassung. 1880 gab es einen Anwendungsfall, der aber nur im formellen Sinne eine Initiative für eine Totalrevision war. Von ihrem Inhalt her handelte es sich um eine Teilrevisionsinitiative; die in der Volksabstimmung abgelehnte Initiative verlangte die Einführung des Banknotenmonopols des Bundes.

### Geschichte
Nachdem das Instrument der Volksinitiative in den 1830er-Jahren bereits in die Verfassungen der Kantone Aargau, Basel-Landschaft, Thurgau, Schaffhausen, Luzern und St. Gallen aufgenommen worden war, fand sie auch in die Bundesverfassung von 1848 Eingang. Die Artikel 111 bis 114, welche die Revision der Bundesverfassung regelten, lassen nach heutigem Verständnis keine eindeutige Interpretation zu, ob eine Teilrevision oder eine Totalrevision gemeint war. Jedoch wurde der Text nach damaligem Rechtsverständnis als Totalrevision interpretiert, Teilrevisionen waren also auf dem Wege der Volksinitiative nicht möglich.
«Wenn fünfzigtausend stimmberechtigte Schweizerbürger die Revision der Bundesverfassung verlangen, so muss […] die Frage, ob eine Revision stattfinden soll oder nicht, dem schweizerischen Volke zur Abstimmung vorgelegt werden», hiess es im Artikel 113. 50'000 Stimmberechtigte entsprachen seinerzeit knapp 8 Prozent der Stimmberechtigten.
Ab den 1860er-Jahren verbreiteten sich in den Kantonen schnell die Möglichkeiten zu Initiativen auf Teilrevision der Verfassung und zu Initiativen auf Gesetzesänderungen (Gesetzesinitiativen). Auch ein 1872 abgelehnter Verfassungsentwurf auf Bundesebene sah die Gesetzesinitiative vor. Dennoch wurde in der Bundesverfassung von 1874 die Regelung von 1848 beibehalten. Während der folgenden Jahre herrschte vor allem die Angst vor Machtverlust bei den Eliten eine Rolle; Alfred Escher meinte nach der Einführung der Volksrechte im Kanton Zürich, wer von der Unfehlbarkeit des Volkes ausgehe, sei nicht besser als die Katholiken, welche an die Unfehlbarkeit des Papstes glaubten (welcher in jenen Jahren die liberale Welt von 1848 verteufelte – und mit ihm die Katholisch-Konservativen). Salomon Vögelin sprach einen anderen Grund aus: «Hier sitzt die Angst: Mit dem Initiativrecht wird die soziale Frage ihren Einzug in die Ratsääle halten.» Nach wiederholten entsprechenden Forderungen und einer schon am 3. August 1880 eingereichten «Volks-Initiative» durch den spöttisch «Wanderprediger» genannten Schaffhauser Wilhelm Joos, gaben die Katholisch-Konservativen aufgrund der mit dem Referendum gewonnenen Erfahrungen im 1884 ihren Widerstand auf und so wurde 1891 die Volksinitiative auf Teilrevision der Verfassung eingeführt. Bereits 14 Monate später wurde im Mai 1892 die erste entsprechende Initiative für ein Schächtverbot eingereicht und am 20. August 1893 angenommen. Die Bestrebungen für die Einführung einer Gesetzesinitiative auf Bundesebene scheiterten hingegen, so 1904 eine entsprechende Standesinitiativen, 1918 und 1930 parlamentarische Motionen, 1958 eine Volksinitiative und 1986 eine parlamentarische Initiative.
Nachdem das Instrument der Volksinitiative ausser während der Weltwirtschaftskrise der 1930er-Jahre und während der 1950er-Jahre selten genutzt wurde, geniesst es seit den 1970er-Jahren grosse Beliebtheit. Die Parteien haben die Volksinitiative als Instrument des Polit-Marketings im Hinblick auf die nächsten Parlamentswahlen entdeckt.
Einige Jahre nach der Einführung des Frauenstimmrechts wurde die Anzahl nötiger Unterschriften 1977 verdoppelt. Es war dies die einzige Anpassung an die wachsende Zahl der Stimmberechtigten; so betrug das Quorum von 100'000 Unterschriften schon im Jahr 2016 nur noch zwei Prozent der Stimmberechtigten. In jenem Jahr forderte die BDP eine Anpassung durch eine prozentuale Definition des Quorums anstelle der unveränderten fixen Zahl.
1987 wurde das Doppelte Ja mit Stichfrage bei Volksinitiativen mit Gegenentwurf auf Bundesebene eingeführt.

### Staatsrechtliche Probleme

#### Konflikt mit Grundrechten
Eine Volksinitiative auf Bundesebene kann heute als ungültig erklärt werden (was praktisch nie geschieht), wenn sie die Einheit der Materie, die Einheit der Form oder zwingendes Völkerrecht verletzt (siehe auch «Vorprüfung» in «Ablauf...» oben). Da zunehmend Volksinitiativen zustande kommen und eingereicht werden, die zwar nicht gegen zwingendes Völkerrecht verstossen (etwa die Verwahrungs-, Ausschaffungs- oder Minarettverbots-Initiative), jedoch Grundrechte oder Völkerrecht verletzen – oder bei ihrer Umsetzung es tun würden –, stellt sich die Frage, ob die Volksentscheide über dem Völkerrecht stehen oder nicht. Nach geltender Rechtslage bleibt der Bundesversammlung nichts anderes übrig, als eine Initiative, die nicht gegen Art. 139 Abs. 2 verstösst, zur Abstimmung zu unterbreiten. Lässt sich die Initiative nicht so auslegen, dass kein Konflikt zu höherrangigem Recht besteht, wird dessen Verletzung in Kauf genommen. Wenn eine Initiative mit einem völkerrechtlichen Vertrag kollidiert, kann es dazu kommen, dass der Bundesrat den Vertrag kündigt oder aber, wenn der Vertrag institutionell abgesichert ist, eine Verurteilung durch ein Gericht, wie zum Beispiel durch den EGMR, riskiert. Es ist jedoch ausgeschlossen, dass eine nach Art. 139 gültige Initiative nicht umgesetzt wird.
Am 11. März 2009 wurde eine parlamentarische Initiative (vom 5. Oktober 2007) vom Nationalrat angenommen, nach der die Bundesverfassung dergestalt zu ändern sei, dass eine Volksinitiative dann ungültig ist, wenn sie materiell gegen den Grundrechtsschutz und gegen Verfahrensgarantien des Völkerrechtes verstösst. Die Vorlage scheiterte im Ständerat.

#### Kategorische Volksinitiativen
Die unmittelbare Volkssouveränität ist das Alleinstellungsmerkmal der schweizerischen Demokratie. Volkssouveränität kann jedoch nicht eigenständig für einen funktionierenden Verfassungsstaat sorgen. Zu dessen Grundgerüst gehören unweigerlich auch die Gewaltenteilung und die Grundrechte. Demokratie ohne gesicherte Verfahren, wie sie die Verfassung bietet, verliert sich in unverbindlicher Spontanität oder in der Manipulation von ad hoc arrangierten Volksbefragungen. Demokratie ohne Grundrechte droht gewalttätig zu werden.
Im Idealfall formuliert das Volk allgemeine Prinzipien, die auf das Gesamte ausgerichtet sind und alle betreffen. Diese Prinzipien bedürfen der Umsetzung in konkrete Entscheide durch das Parlament und die Justiz, die den Einzelfall mit den besonderen Interessen, die ihn bestimmen, betrachten. Das Volk ist nicht in der Lage, konkrete Streitfälle zu lösen. Wird der staatliche Entscheidungsprozess in der Weise organisiert, dass das Volk über den Einzelfall entscheidet, ist die Rechtsgleichheit gefährdet und die Chance einer Willkürherrschaft der jeweiligen Mehrheit erhöht. Gewaltenteilung und Schutz individueller Freiheit setzen der Verfügungsgewalt des Volkes klare Grenzen.
In jüngerer Zeit wird die Austarierung zwischen demokratischer Mitbestimmung auf der einen und rechtsstaatlichen Grundprinzipien auf der anderen Seite wieder intensiver diskutiert, wofür vor allem verschiedene Volksinitiativen sorgten. Zunehmend kommen Volksinitiativen zur Abstimmung, die Automatismen und ausnahmslose Regelungen für Einzelfälle vorsehen (z. B. die Ausschaffungsinitiative, Pädophilen-Initiative und Durchsetzungsinitiative). Giovanni Biaggini und Jörg Paul Müller, beides Staatsrechtsprofessoren, kritisieren, dass dadurch insbesondere der Grundsatz der Verhältnissmässigkeit (Art. 5 Abs. 2 BV) unter Druck gerate, da diese Volksinitiativen – eine konsequente Umsetzung beabsichtigend – den rechtsanwenden Behörden (Gerichten und Verwaltungen) jeglichen Ermessenspielraum raubten. Eine Verfassungsbestimmung, die zumeist nur aus einigen Textzeilen besteht, kann den komplexen Gegebenheiten des Einzelfalls nicht gerecht werden.

«Solche kategorisch formulierten Verfassungsbestimmungen nehmen in Kauf, dass es bei der Umsetzung der verfassungsrechtlichen Vorgaben in der Rechtspraxis zu Entscheidungen kommt, die ohne die gebotene Ansehung und Würdigung des Einzelfalls ergehen, nicht vernünftig begründet werden können, unverhältnismässig und sachlich nicht haltbar sind. Sie öffnen der Willkür die Tore.»

Diese von Volksinitiativen eingeführten Verfassungsbestimmungen beanspruchen oft direkte Anwendbarkeit. Zwar gibt es einige Verfassungsnormen, die direkt anwendbar sind, also keiner Konkretisierung auf Gesetzesebene bedürfen; sie sind jedoch die Ausnahme. Bei den Grundrechten beispielsweise ist die direkte Anwendbarkeit erwünscht, denn aus ihr resultiert die direkte Einklagbarkeit – ein Bürger kann sich direkt auf die Grundrechtsnorm berufen, wenn er sich in seinen elementaren Rechten verletzt fühlt. Bei sachpolitischen Verfassungsnormen hingegen ist es problematisch, den Gesetzgeber zu überspringen, besonders dann, wenn die fragliche Norm kategorisch formuliert ist und damit zusätzlich den richterlichen Entscheidungsspielraum stark einengt. Sachprobleme sind meist komplex und lassen sich nicht mit ein paar Worten Verfassungstext sachgerecht erfassen und exakt eingrenzen. Diese einzigartige Befugnis von Volk und Ständen, das höchste Recht des Landes zu setzen, könne deswegen – so Biaggini und Müller – in eine neue Form des Absolutismus, den Demokratieabsolutismus, abgleiten.

#### Unterminierung der Stellung des Parlaments
Bei jüngeren Volksinitiativen ist noch eine weitere rechtsstaatlich bedenkliche Tendenz zu beobachten. Die Zweitwohnungs- und Masseneinwanderungsinitiative beispielsweise setzten der Bundesversammlung im Initiativtext eine Frist, bis wann sie die Verfassungsnorm der Initiative ausführen muss. Damit soll das Parlament zu einer zügigen Umsetzung veranlasst werden. Doch nach geltendem Verfassungsrecht kann die Bundesversammlung nicht gezwungen werden, solche Aufträge korrekt auszuführen – in der Vergangenheit gab es Fälle (Alpen- oder Zweitwohnungsinitiative), in denen solche Gesetzgebungsaufträge nicht oder nicht richtig erfüllt wurden.
Damit das politische Ziel dennoch erreicht wird, sahen die erwähnten Initiativtexte einen Ausweg vor: Für den Fall, dass die Ausführungsgesetzgebung im festgelegten Zeitpunkt – in der Regel 1 bis 3 Jahre nach der Volksabstimmung – noch nicht in Kraft getreten sein sollte, erlässt der Bundesrat die Ausführungsbestimmungen (vorübergehend) auf dem Verordnungsweg. Andere Initiativen gingen noch weiter und verpflichteten den Bundesrat, die Ausführungsbestimmungen «bis zum Inkrafttreten der gesetzlichen Bestimmungen» durch Verordnungen zu erlassen.
Durch diese Praxis erwachsen mehrere Probleme. Zum einen wird dadurch das Legalitätsprinzip in Art. 164 BV, wonach alle wichtigen Bestimmungen durch Bundesgesetze festgelegt werden müssen, unterwandert. Dass der Bundesrat dadurch zum Ersatzgesetzgeber mutiert, birgt die Gefahr, dass die provisorischen Verordnungen dauerhaft bestehen, weil die Ausführungsgesetzgebung auf Jahre hinaus oder gar nicht zustande kommt. Ausserdem können bundesrätliche Verordnungen per konkreter Normenkontrolle vor dem Bundesgericht angefochten werden – diese Form der Verfassungsgerichtsbarkeit existiert bei Bundesgesetzen nicht. Das Bundesgericht kann diesen Verordnungen somit die Anwendung versagen, wodurch es über höchst politische Fragen zu urteilen beginnt. Schlussendlich schränkt diese Praxis ebenfalls den Gestaltungsspielraum der Bundesversammlung erheblich ein, denn die bundesrätlichen Verordnungen haben grosse Vorwirkungen: Regeln diese Verordnungen das Leben von Privaten oder hat die Verwaltung schon mit deren Umsetzung begonnen, kann das Parlament faktisch nicht mehr von der Spur des Bundesrates abweichen, da sonst die Rechtssicherheit für die Privaten oder Gerichte gehörigen Schaden nähme.
Diese Initiativen haben alle gemein, dass sie die Stellung der Bundesversammlung unterminieren. Die zentrale Aufgabe des Parlaments, von der es seine Daseinsberechtigung ableitet, ist die Repräsentation des Volkes; nur deswegen steht es dem Parlament zu, die wichtigsten politischen Fragen im Staat zu regeln. Durch die neue Initiativpraxis wird diese legislative Kernkompetenz auf den Bundesrat übertragen – wodurch die Gewaltenteilung untergraben wird – oder gleich von Volk und Ständen in die Hand genommen.

#### Problematik der Umsetzung einer Initiative
Von verschiedener Seite wurde der Bundesversammlung vorgeworfen, die Anliegen von angenommenen Volksinitiativen nicht korrekt umzusetzen. Beispiele dafür sind etwa die Alpen-Initiative, die Masseneinwanderungsinitiative oder die Zweitwohnungsinitiative. Bei der Umsetzung einer angenommenen Volksinitiative kann sich das Problem stellen, dass der neu angenommene Verfassungsartikel im Widerspruch steht zu anderen, nach wie vor geltenden Verfassungsbestimmungen, die ebenfalls respektiert werden müssen (siehe z. B.  das Kapitel «Umsetzung» im Artikel über die «Masseneinwanderungsinitiative»); alle Verfassungsnormen sind grundsätzlich gleichwertig. In diesen Fällen erhalten Bundesversammlung und Bundesrat bei der Umsetzung einen Auslegungsspielraum, den die Initianten zu verantworten haben. Zudem ist für die Auslegung eines Verfassungsartikels der Wortlaut massgeblich, nicht die Erläuterungen und Versprechungen, die die Initianten im Abstimmungskampf abgegeben haben. Das ist die Folge davon, dass in der politischen Diskussion weniger das konkrete rechtliche Resultat einer Initiative als die politische Mobilisierung im Vordergrund stehen.

#### Gesetze statt Verfassungsartikel
Gewisse Kritiker halten den Umstand für problematisch, dass mit der Initiative nur eine Verfassungs-, jedoch keine Gesetzesänderung erreicht werden kann. Dies kann zur Folge haben, dass in die Bundesverfassung Bestimmungen aufgenommen werden, welche als nicht «verfassungswürdig» erachtet werden. Sie wären eher auf Gesetzesstufe anzusiedeln. Ein Beispiel: Der Schutz der Moorlandschaften (und das Verbot, Waffenplätze in Mooren zu erstellen) ist in der Verfassung geregelt statt in einer analogen Bestimmung im Natur- und Heimatschutzgesetz bzw. im Umweltschutzgesetz (Rothenthurm-Initiative). Die Anzahl in die Verfassung geschriebener Initiativen nahm nach der Totalrevision der Verfassung 1999, anlässlich welcher sie von alten Zöpfen befreit worden war, eher noch zu.

#### Unterschriftenbetrug ab 2019
Im Jahr 2022 wurden von der Bundeskanzlei zunächst fünf Strafanzeigen gegen Unbekannt eingereicht, die später ergänzt wurden. In der Folge ermittelte die Bundesanwaltschaft gegen kommerzielle Unterschriften-Sammlungs-Anbieter, welche oft in der Westschweiz aktiv waren. Solche Firmen hatten laut Tages-Anzeiger etwa ab Mitte der 2000er-Jahre bei Unterschriften-Sammlungen mit gewirkt. Bei den kommerziellen Sammlern betrugen die Preise pro Unterschrift im Jahr 2016 um zwei bis vier Franken. Der Anteil der kommerziell gesammelten Unterschriften habe in den 2020er-Jahren massiv zugenommen. Mit dieser Zunahme war laut einem erfahrenen Kampaigner in der SRF-Rundschau im Jahr 2023 die Anzahl ungültiger Unterschriften explodiert, es werde «getrickst und geschummelt». Auch die Sammler würden oft Missverständnisse provozieren.
Laut SRF wurden zuvor in den Jahren 2000 bis 2015 bei 85 eidgenössischen Volksinitiativen die Unterschriften eher in Städten wie Zürich, Bern und Basel gesammelt und die Romandie trug eher unterdurchschnittlich dazu bei. Bis im Jahr 2024 gab es dann hohe Unterschriften-Anteile in der Romandie, und der 2016 gegründete Branchenführer Incop verrechnete etwa 7.00 Franken pro Unterschrift. Auffällig war diese Verteilung laut Tages-Anzeiger bei der Blackout-Initiative, da die Gegnerschaft zur Atomenergie in der Westschweiz und im Tessin stets grösser gewesen sei als in der Deutschschweiz, jedoch bei der Initiative zwei Drittel der Unterschriften aus welschen Kantonen und dem Tessin stammten. Auch bei der zu optimistisch gestarteten Organspende-Initiative, die einen hohen Zuspruch für die Sammlung erwartet hatte, kamen nach der unfreiwilligen Inanspruchnahme von Kommerziellen Sammlern 63 Prozent der Unterschriften aus der Romandie. Ab 2019 hatte es vermehrt Rückmeldungen aus Gemeinden zu gefälschten Unterschriften gegeben. 
Laut Bundeskanzlei lagen ihr im Dezember 2024 «keine belastbaren Indizien vor für die Vermutung, dass über Vorlagen abgestimmt wurde, die nicht rechtmässig zustande gekommen sind».
Demokratisch bedenklich war laut SRF die Sammlung von Unterschriften durch kommerzielle Anbieter ohne Auftrag. Wenn ein Initiativkomitee diese Unterschriften nicht kaufte, waren die Unterschriften verloren, weil jemand sonst sie zweimal unterschreiben müsste und «weder Gemeinde noch Stimmberechtigte erfahren, wenn eine Unterschrift im Altpapier statt beim Komitee landet». Marc Wilmes hatte 2024 mit Unterschriftenbögen zu tun, bei denen er annahm, dass die Unterschriften mit dem Bogen gedruckt wurden. Der Campaigner Martin Graf von WeCollect demonstrierte den Parlamentariern im Bundeshaus einen billigen Fälschungs-Roboter. Eine Lösung zur Verhinderung solcher Straftaten läge in der Einführung digitaler Unterschriften.
2021 war das kommerzielle Sammeln von Unterschriften im Kanton Neuenburg auf allen Ebenen verboten worden. Der Bundesrat annullierte jedoch die Bestimmung für die eidgenössische Ebene. Per parlamentarische Initiative wollte Nationalrätin Léonore Porchet 2022 ein Verbot von bezahlten Unterschriften beim Bund. Der Nationalrat lehnte ab. Ein Grund liegt möglicherweise darin, dass es laut verschiedenen Quellen neben der SP, den Gewerkschaften und Umweltverbänden kaum noch eine Organisation gibt, die eigenständig mit ihren Leuten eine Initiative zustande bringe.
Die Jury der Zürcher Hochschule für Angewandte Wissenschaften (ZHAW) wählte «Unterschriften-Bschiss» zum Deutschschweizer Wort des Jahres 2024.

### Angenommene Volksinitiativen
| Datum              | Titel der Vorlage | Beteiligung | Anteil Ja-Stimmen | Stände Ja : Nein | Kernthema                                                   |
| ------------------ | --- | ----------- | ----------------- | ---------------- | ----------------------------------------------------------- |
| 20. August 1893    | Für ein Verbot des Schlachtens ohne vorherige Betäubung | 49,18 %     | 60,1 %            | 10 3/2 : 9 3/2   | Schächten                                                   |
| 5. Juli 1908       | Für ein Absinthverbot | 49,31 %     | 63,5 %            | 17 6/2 : 2 0/2   | Absinth                                                     |
| 13. Oktober 1918   | Proporzwahl des Nationalrates | 49,47 %     | 66,8 %            | 17 5/2 : 2 1/2   | Nationalrat                                                 |
| 21. März 1920      | Für ein Verbot der Errichtung von Spielbanken | 60,22 %     | 55,3 %            | 13 2/2 : 6 4/2   | Casino                                                      |
| 30. Januar 1921    | Für die Unterstellung von unbefristeten oder für eine Dauer von mehr als 15 Jahren abgeschlossenen Staatsverträgen unter das Referendum (Staatsvertragsreferendum) | 63,11 %     | 71,4 %            | 17 6/2 : 2 0/2   | Staatsvertrag                                               |
| 2. Dezember 1928   | Kursaalspiele (Spielbanken) | 55,52 %     | 51,9 %            | 13 3/2 : 6 3/2   | Casino                                                      |
| 11. September 1949 | Rückkehr zur direkten Demokratie | 42,52 %     | 50,7 %            | 11 3/2 : 8 3/2   | Direkte Demokratie                                          |
| 28. November 1982  | Zur Verhinderung missbräuchlicher Preise | 32,91 %     | 56,1 %            | 16 2/2 : 4 4/2   | Preisüberwacher                                             |
| 6. Dezember 1987   | Zum Schutz der Moore – Rothenthurm-Initiative | 47,66 %     | 57,8 %            | 17 6/2 : 3 0/2   | Moor                                                        |
| 23. September 1990 | Stopp dem Atomkraftwerkbau (Moratorium) | 40,43 %     | 54,5 %            | 17 5/2 : 3 1/2   | Atomkraftwerk                                               |
| 26. September 1993 | Für einen arbeitsfreien Bundesfeiertag (1. August-Initiative) | 39,88 %     | 83,8 %            | 20 6/2 : 0       | Schweizer Bundesfeiertag                                    |
| 20. Februar 1994   | Zum Schutze des Alpengebietes vor dem Transitverkehr | 40,86 %     | 51,9 %            | 13 6/2 : 7 0/2   | Verlagerungspolitik, Alpenschutz und Alpen#Transitverkehr   |
| 3. März 2002       | Für den Beitritt der Schweiz zur Organisation der Vereinten Nationen (UNO)                                                                                         | 58,44 %     | 54,6 %            | 11 2/2 : 9 4/2   | Vereinte Nationen und Die Schweiz in den Vereinten Nationen |
| 8. Februar 2004    | Lebenslange Verwahrung für nicht therapierbare, extrem gefährliche Sexual- und Gewaltstraftäter                                                                    | 45,53 %     | 56,2 %            | 19 5/2 : 1 1/2   | Verwahrung                                                  |
| 27. November 2005  | Gentechfrei-Initiative (Gentech-Moratorium in der Landwirtschaft)                                                                                                  | 42,24 %     | 55,7 %            | 20 6/2 : 0       | Gentechnik                                                  |
| 30. November 2008  | Für die Unverjährbarkeit pornografischer Straftaten an Kindern | 47,52 %     | 51,9 %            | 16 4/2 : 4 2/2   | Sexualdelikte an Kindern                                    |
| 29. November 2009  | Gegen den Bau von Minaretten | 53,40 %     | 57,5 %            | 17 5/2 : 3 1/2   | Minarette                                                   |
| 28. November 2010  | Für die Ausschaffung krimineller Ausländer (Ausschaffungsinitiative)                                                                                               | 53,05 %     | 52,9 %            | 15 5/2 : 5 1/2   | Kriminalität bei Ausländern                                 |
| 11. März 2012      | Eidgenössische Volksinitiative «Schluss mit uferlosem Bau von Zweitwohnungen!»                                                                                     | 44,50 %     | 50,6 %            | 12 3/2 : 8 3/2   | Bau von Zweitwohnungen                                      |
| 3. März 2013       | Eidgenössische Volksinitiative «gegen die Abzockerei» | 46,7 %      | 67,9 %            | 20 6/2 : 0       | Aktionärsrechte, Managerlöhne                               |
| 9. Februar 2014    | Eidgenössische Volksinitiative «Gegen Masseneinwanderung» | 55,8 %      | 50,3 %            | 12 5/2 : 8 1/2   | Zuwanderung                                                 |
| 18. Mai 2014       | Eidgenössische Volksinitiative «Pädophile sollen nicht mehr mit Kindern arbeiten dürfen»                                                                           | 54,9 %      | 63,5 %            | 20 6/2 : 0       | Pädophilie                                                  |
| 7. März 2021       | Volksinitiative «Ja zum Verhüllungsverbot» | 51,40 %     | 51,21 %           | 16 4/2 : 4 2/2   | Verhüllungsverbot                                           |
| 28. November 2021  | Eidgenössische Volksinitiative «Für eine starke Pflege (Pflegeinitiative)»                                                                                         | 65,30 %     | 60,98 %           | 22 1/2 : 1/2     | Gesundheits- und Krankenpflege                              |
| 13. Februar 2022   | Eidgenössische Volksinitiative «Ja zum Schutz der Kinder und Jugendlichen vor Tabakwerbung»                                                                        | 44,23 %     | 56,61 %           | 14 2/2 : 6 4/2   | Gesundheitsprävention                                       |
| 3. März 2024       | Eidgenössische Volksinitiative «Für ein besseres Leben im Alter (Initiative für eine 13. AHV-Rente)»                                                               | 58,34 %     | 58,24 %           | 14 2/2 : 6 4/2   | Altersrente                                                 |

### Statistik
Bis in die 1970er-Jahre wurde das 1891 geschaffene Instrument der Volksinitiative nur wenig genutzt. Danach stieg die Zahl der Volksinitiativen deutlich an, an der Urne blieben die Erfolge jedoch aus. In den Jahren 1949 bis 1982 wurde keine einzige Volksinitiative angenommen. Erst nach der Jahrtausendwende hat sich der Anteil erfolgreicher Initiativen markant erhöht. Seit 1891 konnten Volk und Stände insgesamt über 216 Initiativen abstimmen. Gut ein Drittel dieser Abstimmungen fand seit 2000 statt. Insgesamt wurden 22 Initiativen angenommen, wobei alleine seit der Jahrtausendwende zehn durchkamen.
In der 50. Legislaturperiode der Schweizer Bundesversammlung (2015–2019) kamen 16 Volksinitiativen an die Urne und wurden allesamt abgelehnt. Eine solche Bilanz gab es letztmals in der 45. Legislatur (1995 bis 1999). In den vier dazwischenliegenden Legislaturen wurde immer mindestens eine Initiative angenommen. Die Zeitspanne zwischen 2004 und 2014 wird auch als das «Jahrzehnt der Volksinitiativen» bezeichnet. In dieser Zeitspanne wurden 9 Vorlagen von Volk und Ständen angenommen. Am 18. Mai 2014 wurde mit der Volksinitiative «Pädophile sollen nicht mehr mit Kindern arbeiten dürfen» die letzte Volksinitiative (Stand Sommer 2019) angenommen. Seither gelangten insgesamt 25 Initiativen zur Abstimmung, die alle durchfielen. 2017 musste das Volk über keine einzige Initiative abstimmen. Seit 34 Jahren war dies nicht mehr der Fall.
Immer wieder wird den Parteien vorgeworfen, dass sie das Instrument der Volksinitiative als Wahlkampfvehikel nutzen. Ursprünglich war die Volksinitiative als Ventil für politische Minderheiten gedacht. Besonders nach 2000 wurde vor und in Wahljahren deutlich mehr Initiativen lanciert. Im Jahr 2018 wurden acht Volksbegehren lanciert; zwei weniger als 2017 und zwei mehr als 2016. In den Jahren vor den Wahljahren 2015 und 2011 wurden 12 respektive 15 Initiativen lanciert. Rekordverdächtige 23 Initiativen gingen im Wahljahr 2011 an den Start, 2015 bloss 6. Die beiden Zwischenjahre 2016 und 2017 liegen mit einem Schnitt von 8 lancierten Initiativen zwar im langjährigen Mittel, aber deutlich unter jenem der Jahre 2009 bis 2014 mit jährlich 13 Initiativen. Stabil ist der Anteil der lancierten Initiativen, die zustande gekommen sind. Rund zwei Dritteln bringen die erforderlichen 100'000 Unterschriften zusammen.

### Allgemeine Volksinitiative
Um unter anderem dem oben angesprochenen Gebot der «Stufengerechtigkeit» von Normen Rechnung zu tragen, wurde eine Volksrechtsreform erarbeitet, die eine neue Variante des Initiativrechts vorsieht: die sogenannte «allgemeine Volksinitiative». Die Verfassungsbestimmungen sahen vor, dass «in einer allgemeinen Anregung die Annahme, Änderung oder Aufhebung von Verfassungs- oder Gesetzesbestimmungen» verlangt werden konnten. Zudem hätte das Parlament das Begehren ausformuliert und darüber entschieden, ob die Verfassung oder die Gesetzgebung anzupassen sind. Bei einer Verfassungsänderung wäre es zum obligatorischen Referendum gekommen; Gesetzesänderungen hätten dem fakultativen Referendum oblegen. Dem Parlament stand es zudem frei, neben der Vorlage zur Umsetzung des Initiativbegehrens einen eigenen (direkten) Gegenvorschlag zu formulieren. Dieser hätte ebenfalls auf Verfassungs- oder Gesetzesebene erfolgen können. Die Schweizer Stimmbürger hatten der Einführung der allgemeinen Volksinitiative in einer Volksabstimmung am 9. Februar 2003 mit 70,3 Prozent zugestimmt (einstimmige Zustimmung der Stände), jedoch bei einer aussergewöhnlich tiefen Stimmbeteiligung von rund 28 Prozent. Die Vox-Analyse ergab zudem, dass etwa ein Viertel der Abstimmenden nicht genau wusste, worum es ging. Die Einführung der allgemeinen Volksinitiative war Teil der Reform der Volksrechte.
Der Nachteil für die Initianten hätte darin bestanden, dass das Parlament den genauen Wortlaut einer Vorlage bestimmt und somit die Anliegen verwässert werden können. Im Rahmen der Umsetzung dieses neuen Konzepts auf Gesetzesebene hat sich gezeigt, dass das neue Volksrecht in der konkreten Handhabung komplex ist. Der Nationalrat hat es als nicht praxistauglich taxiert und ist auf eine entsprechende Vorlage (Änderungen des Bundesgesetzes über die politischen Rechte sowie des Parlamentsgesetzes) nicht eingetreten. Gleichzeitig nahm er eine parlamentarische Initiative zur Rückgängigmachung der allgemeinen Volksinitiative auf Verfassungsebene an (insb. Streichung von Art. 139a BV). Auf Grund der vom Bundesrat ausgearbeiteten Ausführungsgesetzgebung kamen die beiden Räte zum Schluss, dass das neue Volksrecht nicht umsetzbar sei. Schwierigkeiten bereiteten das Zweikammersystem, allfällige Gegenentwürfe, die unterschiedlichen Mehrheitserfordernisse für Verfassungs- und Gesetzesänderungen sowie die Möglichkeit der Initianten, das Bundesgericht anrufen zu können, wenn sie mit der Vorlage nicht zufrieden waren. Die daraus entstehende lange Verfahrensdauer hätte das Volksrecht unattraktiv gemacht. Am 19. März 2007 beschloss nach dem Nationalrat auch der Ständerat Nichteintreten auf die Ausführungsgesetzgebung der allgemeinen Volksinitiative. Um den im 2003 angenommenen Verfassungsartikel schliesslich – wie vom Parlament vorgeschlagen – wieder aufheben zu können, brauchte es abermals die Zustimmung von Volk und Ständen. Am 27. September 2009 wurde der Bundesbeschluss vom 19. Dezember 2008 über den «Verzicht auf die Einführung der allgemeinen Volksinitiative» vom Volk mit 67,9 Prozent und einer Stimmbeteiligung von 41 Prozent angenommen; auch diesmal nahmen alle Stände die Vorlage an.

## Kantonale Volksinitiative

### Verfassungs- und Gesetzesinitiative
Auf Kantonsebene gibt es neben Verfassungsinitiativen auch Gesetzesinitiativen, wobei eine Abstimmung über einen Vorschlag für ein neues Gesetz oder eine Gesetzesänderung verlangt wird. Die für das Zustandekommen notwendige Unterschriftenzahl ist in der jeweiligen Kantonsverfassung festgelegt. Eine kantonale Verfassungs- oder Gesetzesinitiative darf nicht gegen Bundesrecht verstossen (Art. 49 BV). Sollte ein Verstoss gegen die Bundesverfassung oder ein Bundesgesetz vorliegen, kann das Bundesgericht eine kantonale Volksinitiative für ungültig erklären.

### Einzelinitiative
Der Kanton Zürich kennt zudem seit 1869 die Einzelinitiative: Die Initiative einer Einzelperson betreffend Änderung der Kantonsverfassung oder eines kantonalen Gesetzes wird wie eine parlamentarische Initiative, eine Behördeninitiative oder eine Volksinitiative behandelt, wenn sie die Unterstützung von wenigstens 60 (von insgesamt 180) Mitgliedern des Kantonsrates findet.

Das Recht der Einzelinitiative kennen auch die beiden Landsgemeindekantone Appenzell Innerrhoden und Glarus, wo solche aber zwingend der Landsgemeinde zu unterbreiten sind.

### Behördeninitiative
Der Kanton Zürich kennt überdies die Behördeninitiative: die Initiative einer Behörde zur Änderung der Kantonsverfassung oder eines kantonalen Gesetzes oder zur Ergänzung von Verfassung bzw. Gesetzen.

## Kommunale Volksinitiative
Die Anzahl benötigter Unterschriften ist von Gemeinde zu Gemeinde unterschiedlich: In den drei grössten Städten beträgt sie beispielsweise 3000 (Zürich und Basel) beziehungsweise 4000 (Genf), während in Luzern 800 und in den Gemeinden Wolfhalden (1700 Einwohner) und Hundwil (990 Einwohner) deren 40 reichen.
Je nach kantonaler oder kommunaler Regelung können auch einzelne Stimmberechtigte eine kommunale Volksinitiative einreichen (Einzelinitiative).

### Initiativen
1. ↑  Eidgenössische Volksinitiative «für ein Verbot des Schlachtens ohne vorherige Betäubung». admin.ch, abgerufen am 18. Mai 2010.
2. ↑  Eidgenössische Volksinitiative «für ein Absinthverbot». admin.ch, abgerufen am 18. Mai 2010.
3. ↑  Eidgenössische Volksinitiative «Proporzwahl des Nationalrates». admin.ch, abgerufen am 18. Mai 2010.
4. ↑  Eidgenössische Volksinitiative «für ein Verbot der Errichtung von Spielbanken». admin.ch, abgerufen am 18. Mai 2010.
5. ↑  Eidgenössische Volksinitiative «für die Unterstellung von unbefristeten oder für eine Dauer von mehr als 15 Jahren abgeschlossenen Staatsverträgen unter das Referendum (Staatsvertragsreferendum)». admin.ch, abgerufen am 18. Mai 2010.
6. ↑  Eidgenössische Volksinitiative «Kursaalspiele (Spielbanken)». admin.ch, abgerufen am 18. Mai 2010.
7. ↑  Eidgenössische Volksinitiative «Rückkehr zur direkten Demokratie». admin.ch, abgerufen am 18. Mai 2010.
8. ↑  Eidgenössische Volksinitiative «zur Verhinderung missbräuchlicher Preise». admin.ch, abgerufen am 18. Mai 2010.
9. ↑  Eidgenössische Volksinitiative «zum Schutz der Moore – Rothenthurm-Initiative». admin.ch, abgerufen am 18. Mai 2010.
10. ↑  Eidgenössische Volksinitiative «Stopp dem Atomkraftwerkbau (Moratorium)». admin.ch, abgerufen am 18. Mai 2010.
11. ↑  Eidgenössische Volksinitiative «für einen arbeitsfreien Bundesfeiertag» (1. August-Initiative)'. admin.ch, abgerufen am 18. Mai 2010.
12. ↑  Eidgenössische Volksinitiative «zum Schutze des Alpengebietes vor dem Transitverkehr». admin.ch, abgerufen am 18. Mai 2010.
13. ↑  Eidgenössische Volksinitiative «für den Beitritt der Schweiz zur Organisation der Vereinten Nationen (UNO)». admin.ch, 25. August 1998, abgerufen am 18. Mai 2010.
14. ↑  Eidgenössische Volksinitiative «Lebenslange Verwahrung für nicht therapierbare, extrem gefährliche Sexual- und Gewaltstraftäter». admin.ch, abgerufen am 18. Mai 2010.
15. ↑  Eidgenössische Volksinitiative «für Lebensmittel aus gentechnikfreier Landwirtschaft». admin.ch, abgerufen am 18. Mai 2010.
16. ↑  Eidgenössische Volksinitiative «für die Unverjährbarkeit pornografischer Straftaten an Kindern». admin.ch, abgerufen am 18. Mai 2010.
17. ↑  Eidgenössische Volksinitiative «Gegen den Bau von Minaretten». admin.ch, abgerufen am 18. Mai 2010.
18. ↑  Eidgenössische Volksinitiative «für die Ausschaffung krimineller Ausländer (Ausschaffungsinitiative)». admin.ch, abgerufen am 18. Mai 2010.
19. ↑  Eidgenössische Volksinitiative «Schluss mit uferlosem Bau von Zweitwohnungen!» admin.ch, abgerufen am 11. März 2012.
20. ↑  Eidgenössische Volksinitiative «gegen die Abzockerei». admin.ch, abgerufen am 18. Mai 2010.
21. ↑  Eidgenössische Volksinitiative «Gegen Masseneinwanderung». Abgerufen am 26. Juli 2011.
22. ↑  Eidgenössische Volksinitiative «Pädophile sollen nicht mehr mit Kindern arbeiten dürfen». admin.ch, 20. Oktober 2009, abgerufen am 18. Mai 2010.